# Marywood University
La Marywood University è un'università privata di indirizzo cattolico con sede a Scranton, nello stato americano della Pennsylvania.
Le origioni dell'università si ricollegano con quelle della Saint Cecilia's Academy, aperta nel 1878 dalle ancelle del Cuore Immacolato di Maria. A questa scuola femminile nel 1902 fu affiancato il Mount Saint Mary's Seminary che nel 1915 divenne il Marywood College. Nel 1997 lo stato della Pennsylvania elevò il college al grado di università.